# Tourand & Cie
Tourand & Cie est un constructeur automobile français.

## Production

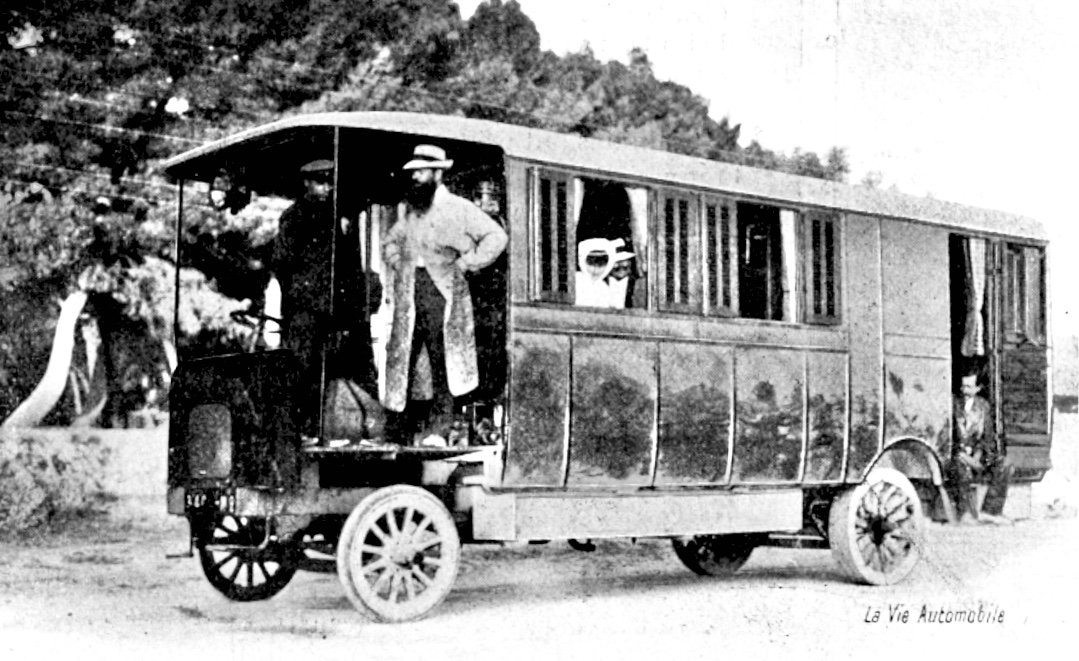
Tourand Campeur (1907)

L’entreprise basée à Le Havre a commencé à produire des automobiles en 1900. L’usine était située au 34-37 rue Dicquemare. Le nom de marque était Tourand. Le premier type avait un Moteur bicylindre de 7 HP de Crozet. Le moteur refroidi à l’eau était monté à l’avant du véhicule et entraînait l’essieu arrière via des chaînes. La boîte de vitesses avait quatre vitesses avant. Entre 1902 et 1905, la production est très faible. En 1905, la gamme a été considérablement augmentée avec des types 16 ch, 18 ch, 40 ch, 60 ch et 70 ch.
Tous les véhicules avaient des moteurs à quatre cylindres et une transmission par arbre. En 1907, un camping-car est construit sur un châssis Tourand. Le moteur quatre cylindres de 35/40 ch provient de Vautour. La boîte de vitesses avait trois vitesses. La longueur du véhicule était de 7000 mm. La largeur du véhicule est de 1780 mm. La largeur de voie était de 1160 mm et l’empattement était de 4300 mm. La vitesse maximale était de 25 km/h. En 1907, la production a été complètement arrêtée.